# Södra provinsen, Bahrain
Södra provinsen (arabiska: المحافظة الجنوبية, al-Muhafazat al-Janubiyya) är en provins, även kallad guvernement, i södra Bahrain. Antalet invånare är omkring 90 000.
Följande samhällen finns i Södra provinsen:
- ar-Rifa
- Dar Kulayb
- Madinat Isa